# Šiauliai (districtsgemeente)
Šiauliai is een van de 60 Litouwse gemeenten, in het district Šiauliai.
De hoofdplaats is de gelijknamige stad Šiauliai, die echter geen onderdeel uitmaakt van de districtsgemeente. De gemeente telt 51.600 inwoners op een oppervlakte van 1807 km².

## Plaatsen in de gemeente
Plaatsen met inwonertal (2001):
- Kuršėnai – 14197
- Ginkūnai – 2963
- Gruzdžiai – 1747
- Kužiai – 1420
- Meškuičiai – 1218
- Aukštelkė – 1186
- Kairiai – 1158
- Vijoliai – 1154
- Drąsučiai – 1004
- Bubiai – 878